# La Chapelle-Saint-Jean
La Chapelle-Saint-Jean (trong tiếng Occitan La Chapela Sent Joan) là một xã của Pháp, nằm ở tỉnh Dordogne trong vùng Aquitaine của Pháp. Xã này có diện tích 3,7 km2, dân số năm 2006 là 75 người. Xã nằm ở khu vực có độ cao trung bình 320 m trên mực nước biển.

## Hành chính
| Danh sách các xã trưởng                |             |               |                  |              |
| Giai đoạn                              | Giai đoạn   | Tên           | Đảng             | Tư cách      |
| 1977                                   | đương nhiệm | Daniel Boutot | không chính thức | nhà giáo dục |
| Tất cả các dữ liệu trước đây không rõ. |             |               |                  |              |

## Thông tin nhân khẩu
| Năm    | 1962 | 1968 | 1975 | 1982 | 1990 | 1999 | 2006 |
| ------ | ---- | ---- | ---- | ---- | ---- | ---- | ---- |
| Dân số | 98   | 67   | 62   | 74   | 69   | 62   | 75   |